# Philodicus gracilis
Philodicus gracilis är en tvåvingeart som beskrevs av Wulp 1899. Philodicus gracilis ingår i släktet Philodicus och familjen rovflugor. Inga underarter finns listade i Catalogue of Life.